# Jan Gunnar Hoff

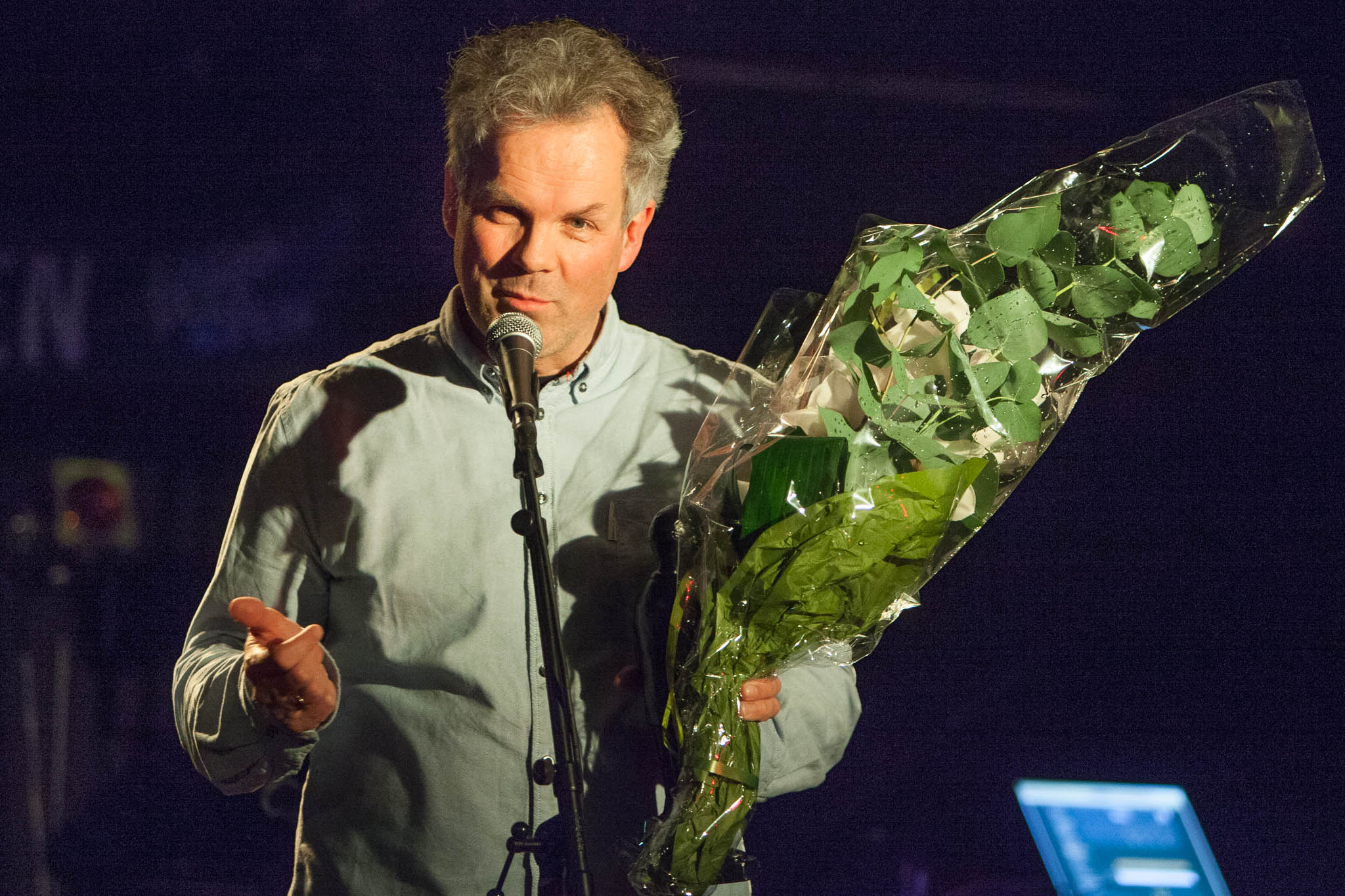
Jan Gunnar Hoff, Bodø Jazz Open 2014

Jan Gunnar Hoff (* 22. Oktober 1958 in Bodø) ist ein norwegischer Jazzpianist und Komponist.

## Leben
Hoff studierte am Konservatorium von Trondheim bei Terje Bjøklund und nahm später Privatunterricht bei Harold Danko (1987) und Django Bates (1994) sowie bei Andy Laverne in New York (2000). Er begann seine musikalische Karriere in einem Klaviertrio und als Sideman von Jon Christensen. 1982 tourte er mit Arild Andersen und Nils Petter Molvær, 1987 wirkte er in einer norwegischen All-Star-Combo an der Aufführung einer Komposition Jan Garbareks für die Federation of Norwegian Jazz musicians mit.
1992 debütierte Hoff beim Harstad Festival mit der Aufführung einer eigenen Komposition, einer vierteiligen Suite für Klaviertrio und Schlagzeug, die die Grundlage seines ersten eigenen Albums Syklus beim Label Odin bildete. Er leitet die Jan Gunnar Hoff Group (mit Audun Kleive, Knut Riisnæs und Bjørn Kjellemyr und seit 1995 mit Tore Brunborg), die bei verschiedenen Festivals in Norwegen und Großbritannien auftrat, 2000 in Paris Konzerte gab und beim Molde Festival 2001 mit Pat Metheny zusammenarbeitete.
Mit dem Trio Nord begleitete Hoff Musiker wie John Surman und Karin Krog. Er spielte in Sessions mit Chick Corea und Joanna MacGregor und in den Bands von Kenwood Dennard (1999) und Martin France (2000). 2004 tourte er mit Cæcilie Norby und Lars Danielsson. 2005 schrieb er Free flow songs für das Vossajazz-Festival, die mit der portugiesischen Sängerin Maria João aufgeführt wurden, mit der er anschließend in Frankreich auftrat. 2006 arbeitete er mit Mike Stern zusammen, für den er das Stück Magma komponierte.
Für die Jazzmesse Meditatus erhielt Hoff 2006 den Edvard-Grieg-Preis als Komponist. Das Werk erschien 2007 in einer Aufnahme mit dem Bodø Domkor. 2013 wurde er mit dem Buddyprisen, dem wichtigsten Jazzpreis Norwegens, ausgezeichnet.

## Diskographische Hinweise
- 1993: Syklus (Odin Records)
- 1995: Moving (Curling Legs)
- 1998: Crosslands (Curling Legs)
- 2003: In Town (Curling Legs)
- 2007: Meditatus (Grappa)
- 2008: Magma (Grappa)
- 2009: Jungle City (Alessa Records)
- 2011: Equilibrium (Magma Music)
- 2011: Atmospheres (Magma Music)
- 2011: Acuna/Hoff/Mathisen live in LA (Drumchannel)
- 2012: Quiet winter night (2L)
- 2012: Barxeta (Losen Records)
- 2013: Living (2L)
- 2014: Fly North (Losen Records)
- 2014: Stille Lys/Quiet Light (2L)
- 2016: Stories (2L)
- 2022: Home (2L)